# Гиртс Фелдбергс
Гиртс Фелдбергс (лет. Ģirts Feldbergs; Рига, 17. фебруар 1993) летонски је пливач чија ужа специјалност су трке леђним стилом. Вишеструки је национални првак и рекордер и учесник европских и светских првенстава.

## Спортска каријера
Први наступ на међународној сцени за репрезентацију Летоније је имао на Европском првенству у Лондону 2016. године. Годину дана касније дебитовао је и на светским првенствима, а на такмичењу које је одржано у Будимпешти наступио је у 5 квалификационих трка.
Током 2018. такмичио се на Европском првенству у Глазгову и Светском првенству у малим базенима у Хангџоуу. 
Други наступ на светским првенствима је имао у корејском Квангџуу 2019, где је пливао у квалификационим тркама на 50 леђно (44), 100 леђно (43) и 4×100 слободно микс (20. место).